# Friedrich Bestenreiner
Friedrich Bestenreiner (* 20. Oktober 1924 in Wien) ist ein österreichischer Physiker und Hörspielautor.

## Leben
Friedrich Bestenreiner studierte Physik und Philosophie in Wien und promovierte 1949. Bis 1983 war er in der Forschung bei einem internationalen Industriekonzern tätig und gilt als einer der Pioniere der Holografie. Bekannt wurde er durch seine zahlreichen Hörspiele, von denen Dream War – Der Krieg der Träume (1994) und Paradise Hospital Inc. (1997) mit dem Kurd-Laßwitz-Preis ausgezeichnet wurden. Auch Hörspielbearbeitungen erfolgreicher Romane stammen von ihm (unter anderem Die Päpstin von Donna W. Cross).
Friedrich Bestenreiner lebt in Grünwald.

## Werke

### Schriften
- 1988: Vom Punkt zum Bild. Geschichte, Stand und Zukunftsaspekte der Bildtechnik
- 1989: Der phantastische Spiegel. Quanten, Quarks, Chaos oder Vom Trost, der aus der Formel kommt. München: Moos u. Partner, 1989. ISBN 3-89164-071-4
- 1991: Ich sehe, denke, träume, sterbe. Das Hier- und Jetztsein, das Sosein und Nichtsein des Menschen im Spiegel der Forschung (mit Giselher Guttmann)
- 1992: Die Menge alles Guten

### Hörspiele
- 1991: Ich erschoß Schatenbach, Regie: Georg Herrnstadt, ORF
- 1992: Big Bang, Regie: Hans Helge Ott, RB, Hörspiel des Monats November
- 1994: Dream War – Der Krieg der Träume, Regie: Thomas Werner, WDR
- 1995: Cyber Noon – Ein virtuelles Hörspiel im kybernetischen Raum der Megalopole Turing Epsilon, Regie: Norbert Schaeffer, WDR
- 1996: Cyber Lady, Regie: Burkhard Schmid, RB
- 1996: Honeymoon, Regie: Alexander Schuhmacher, NDR
- 1996: Hotel Magic Holiday, Regie: Götz Fritsch, ORF/MDR/SFB
- 1996: Paradise Hospital Inc., Regie: Thomas Werner,
- 1997: Jernigan. The Visible Human Project, Regie: Ulrich Lampen, HR, Hörspiel des Monats August
- 1997: Paradise Hospital Inc., Regie: Thomas Werner, WDR/BR
- 1998: Zikaden – Bericht über ein Experiment, Regie: Frank Erich Hübner, WDR
- 1999: Das langsame Sterben des Gottfried K., Regie: Klaus Dieter Pittrich, WDR
- 1999: Schrödingers Katze – Eine Hörspielballade im Rap-Stil, Regie: Eberhard Petschinka, WDR/ORF
- 2000: Schwarze Hyazinthe, Regie: Rainer Clute, DLR
- 2001: Muttermord, Regie: Fritz Zaugg, DRS
- 2001: Lauras Wiederkehr, Regie: Klaus Wirbitzky, WDR
- 2003: Code Black, Regie: Christoph Pragua, WDR
- 2003: Ehrenwerte Gesellschaft, Regie: Buschi Luginbühl, DRS
- 2009: Opfer des Verkehrs, Regie: Karin Berry, DRS
- 2010: Einsteins Fragment, Regie: Harald Krewer, ORF
- 2014: Mit Erwin Koch: Agnes und ihr Kind – Regie: Harald Krewer (Hörspiel – ORF)